# Sint-Annakapel (Roborst)

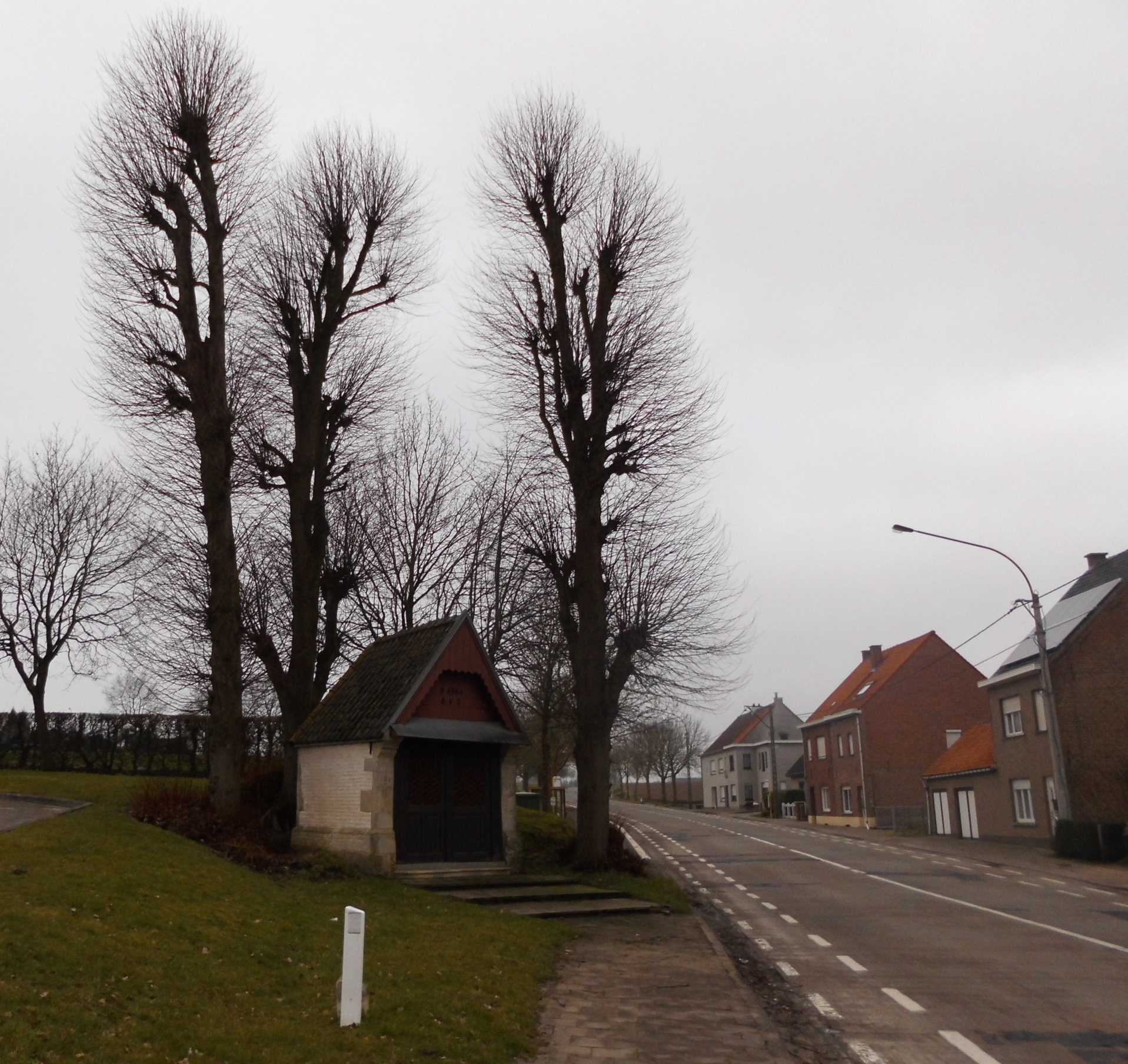
Sint-Annakapel

De Sint-Annakapel is een kapel in de tot de Oost-Vlaamse gemeente Zwalm behorende plaats Roborst, gelegen aan de Zottegemsesteenweg.
Deze kapel werd in 1653 opgericht. Hij wordt omringd door een vijftal lindebomen.
De kapel heeft een vierkante plattegrond en een driezijdig afgesloten koor. De oude toegangsdeur werd in de 19e eeuw vervangen door een neogotisch exemplaar.
De kapel heeft een 17e-eeuws altaar maar een houten paneel met daarop geschilderde Sint-Anna-te-drieën en een 16e-eeuws Sint-Barbarabeeld werden gestolen.